# Wapen van Morlanwelz

Wapen van Morlanwelz

Het wapen van Morlanwelz is het gemeentelijke wapen van de Belgische gemeente Morlanwelz. De Henegouwse gemeente kreeg het wapen toegekend in 1982.

## Geschiedenis
De oude gemeente Morlanwelz, na 1963 Morlanwelz-Mariemont genoemd, voerde sinds 1908 het wapen van Henegouwen, zonder de externe elementen. Het is gebaseerd op een schepenzegel uit 1546.
De gemeente Carnières verkreeg haar wapen (op goud een schuinkruis van keel) per koninklijk besluit in 1931. Dit wapen is, grotendeels, in het hartschild van de nieuwe gemeente teruggekomen. Aan de andere zijde van het gedeelde hartschild is een element geplaatst dat symbool staat voor Mont-Saint-Aldegonde, dat als gemeente geen wapen voerde.
In 1977 fuseerde de gemeente Morlanwelz-Mariemont met de gemeenten Carnières en Mont-Sainte-Aldegonde. De laatste plaats is ook de naamgever van de gemeente, al heet de plaats zelf sinds 1963 Morlanwelz-Mariemont. Alleen de voormalige gemeenten Marlonwelz-Mariemont en Carnières voerden eigen wapens. Het wapen werd op 17 november 1981 aan de fusiegemeente Morlanwelz toegekend.

## Blazoeneringen
De beschrijving van het eerste wapen luidt als volgt:
Ecartelé, aux premier et quatrième d'or au lion de sable armé et lampassé de gueules; aux deuxième et troisième d'or au lion de gueules, armé et lampassé d'azur.
Gekwartierd, in het eerste en vierde van goud een leeuw van sabel gewapend en getongd van keel; in het tweede en derde van goud een leeuw van keel, genageld en getongd van azuur.
De heraldische kleuren zijn goud (geel), sabel (zwart), keel (rood) en azuur (blauw). Het wapen heeft geen externe ornamenten zoals een kroon of schildhouders.
De beschrijving van het tweede wapen luidt als volt:
Ecartelé, aux 1 et 4 d'or au lion de sable, armé et lampassé de gueules, aux 2 et 3, d'or au lion de gueules, armé et lampassé d'azur, chargé en abime d'un écu parti au 1 d'azur à la bande d'argent, accompagnée de deux étoiles d'or, au 2 d'or au sautoir de gueules.
 Gekwartierd, in het eerste en vierde van goud een leeuw van sabel gewapend en getongd van keel; in het tweede en derde van goud een leeuw van keel, genageld en getongd van azuur, beladen met een gedeeld hartschild het eerste is azuur met een schuinbalk van zilver vergezeld van twee sterren van goud, het tweede van goud beladen van een schuinkruis van keel.
De heraldische kleuren zijn goud (geel), sabel (zwart), keel (rood) en azuur (blauw). Het wapen heeft geen externe ornamenten zoals een kroon of schildhouders.

## Overeenkomstige wapens
Het volgende wapens is op historische gronden te vergelijken met het wapen van Morlanwelz:

Het wapen van Henegouwen